# Männer müssen so sein
 Männer müssen so sein ist ein Spielfilm aus dem Jahre 1939. Es erzählt von der Liebe zwischen der Kunsttänzerin Beatrice (Hertha Feiler) zu dem Dompteur Ruda (Hans Söhnker) und basiert auf dem gleichnamigen Roman von Heinrich Seiler. Der Film wurde am 16. März 1939 uraufgeführt.

## Handlung
Beatrice Rasmussen läuft ihrem Vater davon, als er ihr verbieten will, die Ballettschule Enrico Pinelli zu besuchen. Dennoch lässt sie sich als Tänzerin ausbilden. Bei einem Zirkusbesuch lernt sie den Dompteur Ruda kennen und lieben. Ruda hält Beatrice für eine Verehrerin und zeigt ihr die kalte Schulter. Als Beatrice ihm sagt, dass er eigentlich unverschämt sei, antwortet er nur: „Männer müssen so sein!“ Als Beatrice Ruda am nächsten Tag treffen will, ist der Zirkus fort. Sie verlässt daraufhin die Ballett-Truppe und geht als Girl zum Zirkus, wo sie als „La belle Beatrice“ im Tigerkäfig tanzt. Der unheimliche Cameron, ein Kunstschütze, hat sich in sie verliebt und rettet ihr mit einem Kunstschuss gegen einen angreifenden Tiger das Leben. Damit ist die Tigernummer erledigt und Beatrice wird seine Assistentin. Der Vertrag lautet auf zehn Jahre. Täglich arbeitet sie jetzt als lebende Zielscheibe. Überraschend taucht der Clown Doddy, ein alter Rivale von Cameron, im Zirkus auf und verbündet sich mit Ruda, der in der Zwischenzeit ebenfalls engagiert wurde. Ruda entdeckt seine Liebe zu Beatrice und seine Feindschaft zu Cameron. Nach einer heftigen Auseinandersetzung der beiden Rivalen finden Beatrice und Ruda letztendlich zusammen.

## Kritik
„Liebe, Eifersucht und Verbrechen unter Zirkusartisten: Eine Balletttänzerin erringt nach mysteriösen Zwischenfällen die Zuneigung des berühmten Dompteurs, in den sie sich verliebt hat. Überholtes, zur Entstehungszeit aber effektvolles Gemisch aus Krimispannung, Schicksalsmelodram und Zirkusattraktion, typisch für den unpolitischen Unterhaltungsfilm vor Ausbruch des Zweiten Weltkriegs.“, befand der film-dienst.